# Luigi Cima
Luigi Cima (Villa di Villa, 5 gennaio 1860 – Belluno, 1º gennaio 1944) è stato un pittore italiano.

## Biografia
Dopo gli studi tecnici a Feltre si diplomò all'Accademia di Belle Arti di Venezia dove si aggiudicò, negli anni universitari e in quelli immediatamente successivi, premi e riconoscimenti.
Cima lavorando come disegnatore nello studio dello scultore Dal Lotto e contemporaneamente partecipando alla vita artistica veneziana conoscerà, frequentandoli un gruppo di artisti dei quali diventerà amico come Giacomo Favretto, Guglielmo Ciardi, Luigi Nono, Bartolomeo Bezzi, Alessandro Milesi.
Dal 1893 al 1901 partecipò a numerosissime esposizioni, da Venezia a Milano, da Torino a Genova, da Firenze a Roma e nel 1895 pubblicò un volume su Venezia con 38 tavole edito l'editore Engel di Vienna. Nel 1895 e nel 1897 partecipò, riscuotendo unanimi consensi, alla 1ª e alla 2ª Biennale di Venezia, che si chiamava allora «Mostra internazionale d'arte della Città di Venezia».
Si spense a Belluno il 1º gennaio 1944.

## Mostre
Dal 7 aprile al 30 giugno 1990, presso il Palazzo delle Contesse di Mel, si tenne la mostra Luigi Cima 1860 - 1944.
Dal 22 dicembre 2000 al 28 gennaio 2001, presso il Palazzo delle Contesse di Mel, si tenne la mostra Luigi Cima e i suoi allievi.
Nel 150º anniversario della nascita del pittore le sale espositive del Palazzo delle Contesse ospitarono invece, dall'8 ottobre 2010 al 6 gennaio 2011, la mostra Luigi Cima e l'800 veneziano. Pittura di Terra e di Cielo.
Dal 12 marzo al 5 giugno 2022, presso il Palazzo delle Contesse di Mel, si tenne la mostra Luigi Cima. Tra i maestri del vero. La mostra era divisa in tre parti: una mostra dei quadri di Cima (a Mel), una mostra fotografica dedicata ai luoghi che lo ispirarono (a Trichiana, in Sala Tina Merlin) ed una mostra d'arte sacra dove venivano mostrate opere a tema religioso da lui realizzate.

## Opere principali
- La montanina (1880), olio su tela;
- La modella (1880), carboncino su carta;
- In chiesa (1880-1890), olio su tela, Galleria d'arte moderna Achille Forti, Verona[3];
- Interno di chiesa, S.Marco (1887), olio su tela;
- Assunta (1889), pastello su carta;
- Fendineve (1895), olio su tela;
- Nella stalla (La capraia) (1896 circa), olio su tela, Galleria d'arte moderna Achille Forti, Verona[3];
- Contadina bellunese (1896), olio su tela;
- I fabbri (1896), olio su tela;
- Giovinetta (1897), olio su carta;
- Senza mamma (1899 circa), olio;
- Cireneo (1910-1920), olio su carta;
- Gesù dissetato (1910-1920), olio su carta;
- Sacra Famiglia (1911), olio su tela; Ente religioso cattolico, Veneto[3];
- Lungo la via (1918 circa), olio su tela;
- Ritorno dai campi (1922), olio su tela;
- Autoritratto (non datata)
- Ritratto di donna (non datata), olio su tavola, Museo Civico, Pescia[3];
- Ritratto di donna (non datata), carboncino su carta;
- Madonna con Gesù bambino (non datata), olio su tela, Chiesa della Beata Vergine della Neve o della Tosse, Vittorio Veneto[3];
- Cristo consegna le chiavi a San Pietro (non datata), olio su tela, Chiesa di S. Maria Assunta, Vittorio Veneto[3];
- Santa (non datata), matita su carta;
- Donna con velo (non datata), tecnica mista su carta;
- San Giovanni Bosco (il ritratto universalmente noto del santo) (non datata).